# Stade ex NATO
Le Villaggio del Rugby (anciennement stadio ex NATO) est un stade de rugby à XV situé à Naples dans le quartier de Bagnoli. Il héberge les clubs masculin de l'Amatori Napoli et féminin du Neapolis.

## Présentation
L'enceinte se situe dans l'ancienne base de l'OTAN du quartier de Bagnoli, inaugurée le 4 avril 1954,,.
Le 3 décembre 2012, l'OTAN quitte la base de Bagnoli pour celle de Lago Patria ; le stade reste en activité, et garde une trace de l'ancienne utilisation de la base dans sa dénomination : stadio ex NATO. L'ensemble de l'enceinte redevient alors la propriété de la Fondazione Banco di Napoli, à l'origine de l'ouverture de la base en 1938.
Il est le stade résident de deux clubs de rugby à XV de la ville l'Amatori Napoli Rugby et l'équipe féminine du Neapolis Campania Felix.
Le 30 juin 2016, après une réhabilitation des infrastructures sportives, le nouveau site est inauguré sous le nom de Villaggio del Rugby (en français : village du rugby),.
En amont de l'Universiade d'été de 2019, l'Amatori Napoli Rugby investit 600 000 euros pour l'installation d'une pelouse synthétique ; les travaux sont réalisés en dix mois, entre la fin de l'année 2018 et le début de 2019, ; l'enceinte sportive devient alors le seul stade de Campanie homologué pour accueillir des rencontres internationales de rugby, ce qui lui permet d'accueillir les épreuves de rugby à sept de l'Universiade. Les sélections italiennes de jeunes y jouent régulièrement.